# Stefania (песня)
«Stefania» (укр. Стефані́я) — песня украинской группы Kalush Orchestra, выпущенная 7 февраля 2022 года, с которой группа представляла Украину и победила на песенном конкурсе «Евровидение-2022», после того, как победительница национального отбора 2022 года Алина Паш отказалась ехать на конкурс в связи с нарушением правил. Это третья подряд украиноязычная песня, отобранная для участия Украины на «Евровидении», но вторая подряд, выступление с которой состоялось (песня 2020 года не исполнялась из-за отмены конкурса на фоне пандемии COVID-19). В финале «Евровидения-2022» группа Kalush Orchestra одержала победу.

## Описание
«Stefania» — ода о матери, в которой автор рассказывает о своих приятных воспоминаниях о ней. Сначала композиция рассказывает о старении матери и о том, насколько ностальгическим является прошлое. После этого в песне говорится о трудностях в отношениях с матерью и осознании солистом того, как много она для него сделала. «Колыбельная песня» в конце каждого рэп-стиха возвращает рассказчика к тому времени, когда о солисте заботилась мать.
Это песня о моей маме. Я никогда не посвящал ей песни, и вообще не уверен, что наши отношения были настолько тесными.
Но я знаю, что она точно заслуживает на эту песню, которую она еще даже не слышала! Это лучшее, что я когда-то для неё делал. Было бы очень круто, если бы он победил, и в прямом эфире я спел специально для неё еще раз.— говорит лидер KALUSH Orchestra Олег Псюк.
Особенностью работы стало сочетание в одной композиции рэпа, украинских фольклорных мотивов и этники.

## Музыкальное видео
Премьера клипа на композицию состоялась 7 февраля 2022 года. Видеоклип вышел на официальном канале группы в YouTube.
Видеоклип на песню был снят в помещении Железнодорожного рынка, расположенного на улице Кудряшова в Киеве. Режиссёром клипа стал известный украинский кинорежиссёр, победитель престижных американских и европейских премий Сергей Чеботаренко. Самым главным его заданием было «показать и передать настроения людей разных профессий в сфере интертейминга».
15 мая вышел еще один официальный клип на песню Stefania, посвященный погибшим в войне с Россией, матерям и защитникам Украины. Съемки проходили в разрушенных в ходе российского вторжения на Украину городах Буче, Бородянке, Гостомеле и Ирпене.

## На «Евровидении»

### Национальный отбор 2022
Песня «Stefania» была представлена на «Национальном отборе-2022», телевизионном музыкальном конкурсе, который использовался для определения представителя Украины на конкурсе песни «Евровидение-2022». Отбор конкурсных песен для «Национального отбора»проходил в три этапа. На первом этапе артисты и авторы песен имели возможность подать заявку на участие в конкурсе через онлайн-форму. Двадцать семь исполнителей были включены в лонг-лист и объявлены 17 января 2022 года. Второй этап представлял собой запланированное прослушивание в назначенные даты, и на нём были представлены двадцать семь исполнителей из лонг-списка. Для продвижения было отобрано восемь исполнителей, о чём было объявлено 24 января 2022 года. Третьим этапом был финал, который состоялся 12 февраля 2022 года, в нём восемь исполнителей боролись за право представлять Украину в Турине. Победитель был выбран комбинацией голосов 50/50 в ходе открытого телеголосования и экспертного жюри из трёх человек, состоящего из украинских участников 2006 и 2016 годов, Тины Кароль и Джамалы, а также члена правления «Суспільне» Ярослава Лодыгина.

### На Евровидении
Согласно правилам Евровидения, все страны, за исключением страны-организатора и «Большой пятёрки» (Франция, Германия, Италия, Испания и Великобритания), должны пройти в один из двух полуфиналов, чтобы побороться за место в финале; десять лучших стран из каждого полуфинала выходят в финал. Европейский вещательный союз (EBU) разделил соревнующиеся страны на шесть разных корзин на основе моделей голосования из предыдущих конкурсов, при этом страны с благоприятной историей голосования были помещены в одну корзину. 25 января 2022 года была проведена жеребьёвка, в результате которой каждая страна попала в один из двух полуфиналов, а также была определена половина шоу, в котором они будут выступать. Украинская группа выступила в первом полуфинале, который состоялся 10 мая 2022 года, выступление запланировано на первую половину шоу и прошла в финал.
В финале «Евровидения-2022» группа Kalush Orchestra одержала победу, по суммарным итогам зрительского голосования и жюри получив 631 балл.

## В культуре
Во время вторжения России на Украину песня Stefania стала определённым символом борьбы за свободу, пользователи социальных сетей подкладывали эту песню на фон видеороликов, посвящённых борьбе Украины. По словам солиста группы Олега Псюка, «Stefania» стала благодарственной песней не только для его матери, которой он её и посвятил, а всем мамам, которые переживают за своих детей и оберегают их от бедствия войны.
15 мая 2022 года руководитель «Украинской железной дороги» Александр Камышин сообщил, что поезд № 43 Киев — Ивано-Франковск в расписании 2022 года официально получит новое название «Стефания Экспресс». Было объявлено, что вокзалы Киева, Калуша и Ивано-Франковска будут приветствовать этот поезд песней «Stefania» и что это будет первый в мире поезд, названный в честь матери и песни в её честь.

## Чарты

### Еженедельные чарты
| Страна         | Чарт                                 | Позиция | Ис.    |
| -------------- | ------------------------------------ | ------- | ------ |
| Австралия      | ARIA                                 | 27      |        |
| Австрия        | Ö3 Austria Top 40                    | 26      | [ 22 ] |
| Бельгия        | Ultratop 50 Flanders                 | 24      | [ 23 ] |
| Великобритания | UK Singles Chart                     | 38      | [ 24 ] |
| Великобритания | UK R&B Chart                         | 19      | [ 25 ] |
| Венгрия        | (Single Top 40)                      | 5       | [ 26 ] |
| Германия       | GfK                                  | 22      | [ 27 ] |
| Ирландия       | IRMA                                 | 30      | [ 28 ] |
| Исландия       | Plötutíðindi                         | 14      | [ 29 ] |
| Италия         | FIMI                                 | 53      | [ 30 ] |
| Литва          | AGATA                                | 1       | [ 31 ] |
| Нидерланды     | Dutch Top 40                         | 38      | [ 32 ] |
| Нидерланды     | Single Top 100                       | 36      | [ 33 ] |
| Норвегия       | VG-lista                             | 19      | [ 34 ] |
| Португалия     | AFP                                  | 92      | [ 35 ] |
| Словакия       | Singles Digitál Top 100              | 27      | [ 36 ] |
| США            | World Digital Song Sales (Billboard) | 2       | [ 37 ] |
| Украина        | TopHit                               | 1       | [ 38 ] |
| Финляндия      | Suomen virallinen lista              | 2       | [ 39 ] |
| Хорватия       | Billboard                            | 6       | [ 40 ] |
| Чехия          | Singles Digitál Top 100              | 22      | [ 36 ] |
| Швейцария      | Schweizer Hitparade                  | 11      | [ 41 ] |
| Швеция         | Sverigetopplistan                    | 7       | [ 42 ] |
| Global 200     | Billboard                            | 85      | [ 43 ] |

### Ежемесячные чарты
| Страна  | Чарт   | Позиция | Ис.    |
| ------- | ------ | ------- | ------ |
| Украина | TopHit | 1       | [ 44 ] |

## Сертификации
| Регион                                                                      | Сертификация | Продажи |
| --------------------------------------------------------------------------- | ------------ | ------- |
| Польша (ZPAV)                                                               | Золотой      | 25 000  |
| Данные о продажах + прослушиваниях приведены только на основе сертификации. |              |         |